# 생명의 전화
생명의 전화 또는 라이프라인(Lifeline)은 오스트레일리아에서 시작된 자살 예방 위기상담전화 운영 등을 하는 사회운동단체이다. 대한민국에서는 한국생명의전화에서 운영하고 있다.

## 같이 보기
- 위기상담전화